# 満洲中央銀行
- 満洲中央銀行
- 滿洲中央銀行
- 満州中央銀行

紋章

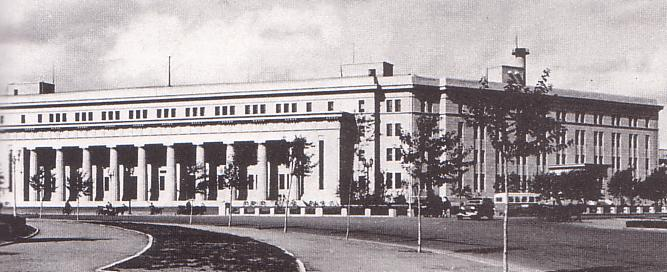
満洲中央銀行

満洲中央銀行（まんしゅうちゅうおうぎんこう）は、かつて存在した満洲国の中央銀行である。同国の通貨であった満洲中央銀行券（単位は円）を発券していた。

## 概要

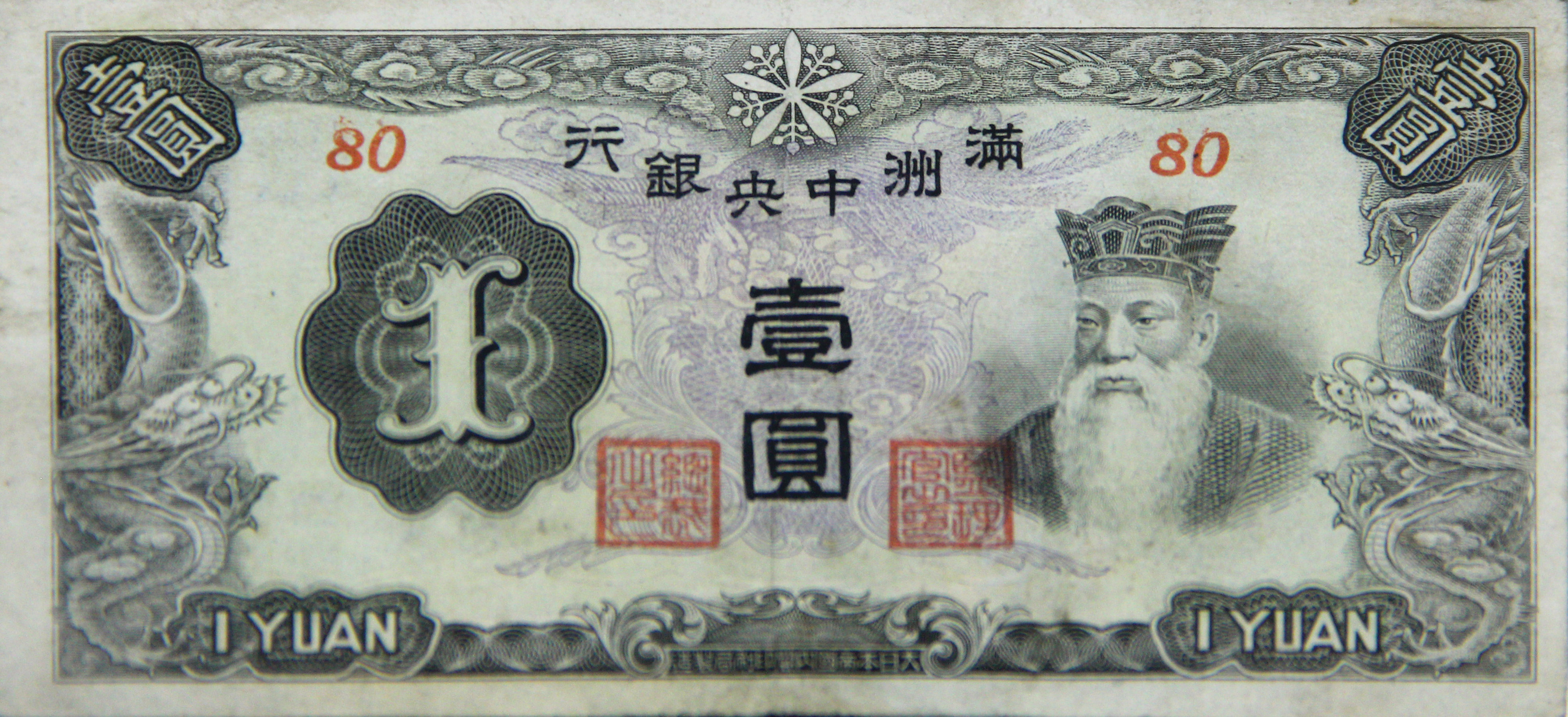
滿洲中央銀行1円札

関東軍が松崎寿大阪商科大学教授などの参画を得、首藤正寿南満州鉄道理事が設立立案を担当し、1932年6月15日に日本からの出資による3千万円の資本を基に新京に設立され、同年7月1日に正式開業した。開業と同時に、往時張作霖管理下にあった東三省官銀号・吉林永衡官銀銭号・辺業銀行・黒竜江官銀号の4行を合併した。これにより満洲中央銀行の資本金は8千万円以上に膨れ上がった。
満洲中央銀行の主要な機能は、国家資金の保管・管理、及び金融市場のコントロール、さらには満洲国内の金融システムを統一することであり、これら機能によって満洲国の通貨価値の安定を図っていた。しかし同時に満洲中央銀行は、農業・工業・商業企業への融資業務といった一般の銀行業務も行っていた。さらに、この地域からの朝鮮銀行の撤退を受けて、日本の代理人的な立場でもあった。
新京の本店の他に、140の支店が満洲・中国・日本に展開していた。
銀行設立を認可した1932年の通貨法に従い、満洲国は通貨単位として「(満洲)圓」を採用した。圓は、中国の通貨の伝統に基づいて、23.91グラムの純銀を含んでいた。中華民国の通貨と同じく銀本位制でスタートした。発行した紙幣に対しては、その額面の最低30%相当の準備金を保有している必要があった。
しかし、1935年11月に日本円を基準とする管理通貨制度に移行して、満洲中央銀行の紙幣自体は不換紙幣となり、交換義務を負わなくなった。つまり紙幣は信用貨幣であり、満洲国の信用が紙幣の信用となっていた。
1945年8月、ソビエト連邦の侵攻、日本のポツダム宣言受諾により満洲国が瓦解。満洲中央銀行も機能を失った。
同年9月30日、GHQは日本政府に対し「植民地銀行、外国銀行及び特別戦時機関の閉鎖」に関する覚書を交付。この覚書に基づき、満洲銀行の即時閉鎖（閉鎖機関）が決定された。
現在、長春の人民広場前に残る旧満洲中央銀行本店（設計：西村好時、施工：大林組　竣工：1938年）は中国人民銀行長春中心支行として使われている。

## 役員

### 歴代総裁
- 栄厚（1932年 - 1936年）
- 田中鉄三郎（1936年 - 1940年）
- 闞潮洗（1940年 - 1943年）
- 西山勉（1943年 - 1945年）

### 歴代副総裁
- 山成喬六（1932年 - 1936年）
- 蔡運升（1936年 - 1938年）
- 闞潮洗（1938年 - 1940年）
- 大沢菊太郎（1940年 - 1943年）
- 徐紹卿（1943年 - 1945年）

## 満洲中央銀行券の発券総額推移
- 1932年：1億5千万円（初回発行）
- 1936年：2億円以上
- 1937年：3億円以上
- 1938年：4億円以上
- 1939年：6億2千万円

この時期に発行された満洲中央銀行券については、約50%の引当金によって保証されていた。